# メルセデス・ベンツ・AMG ビジョン グランツーリスモ

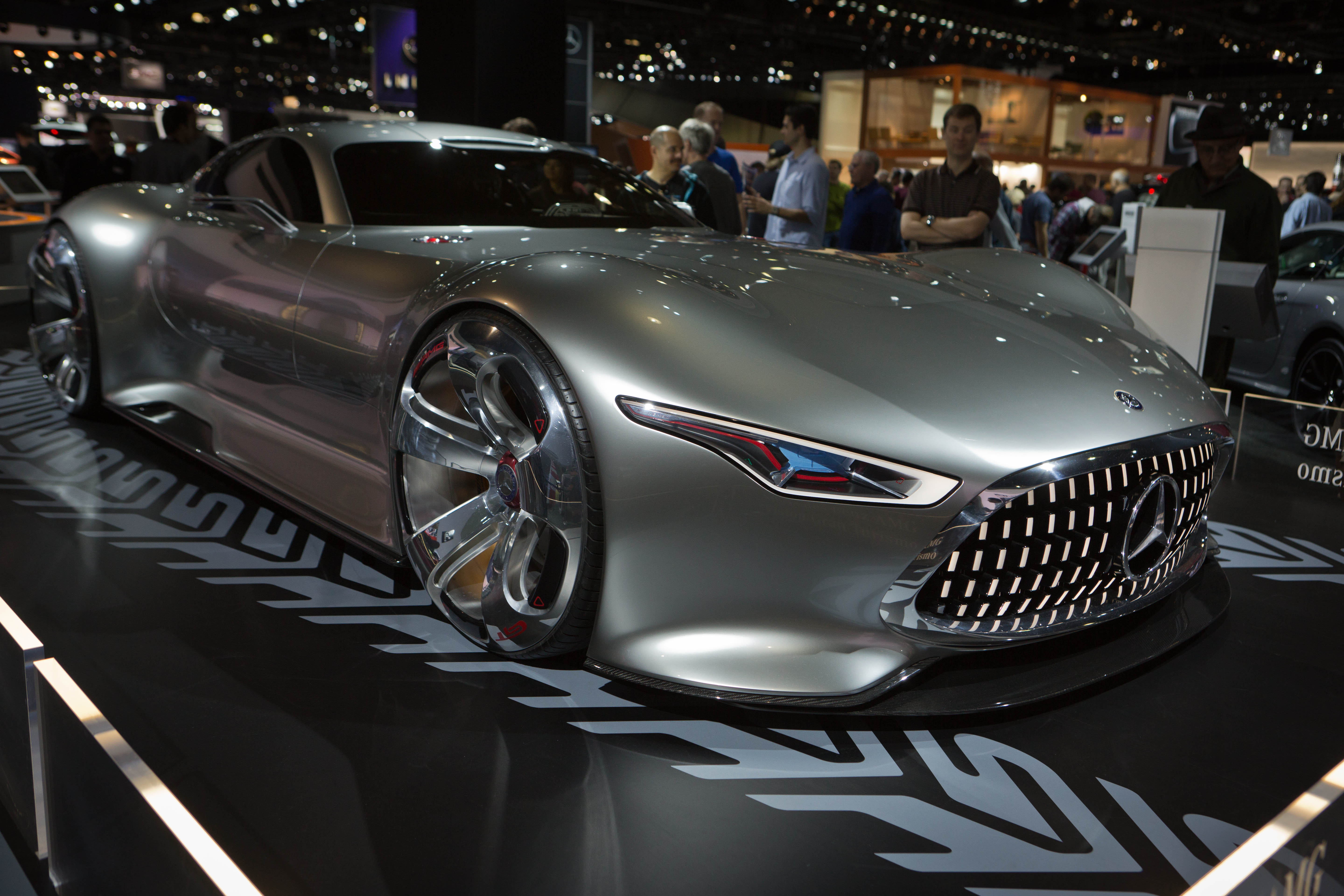
AMG Vision Gran Turismo (2013 LA Auto Show)

AMG Vision Gran Turismo（エーエムジー・ビジョン・グランツーリスモ）とは、ドイツの自動車メーカーダイムラーがメルセデス・ベンツブランドでデザインし、コンピュータゲーム『グランツーリスモ6』に登場した2ドアクーペのコンセプトカーである。

## 概要

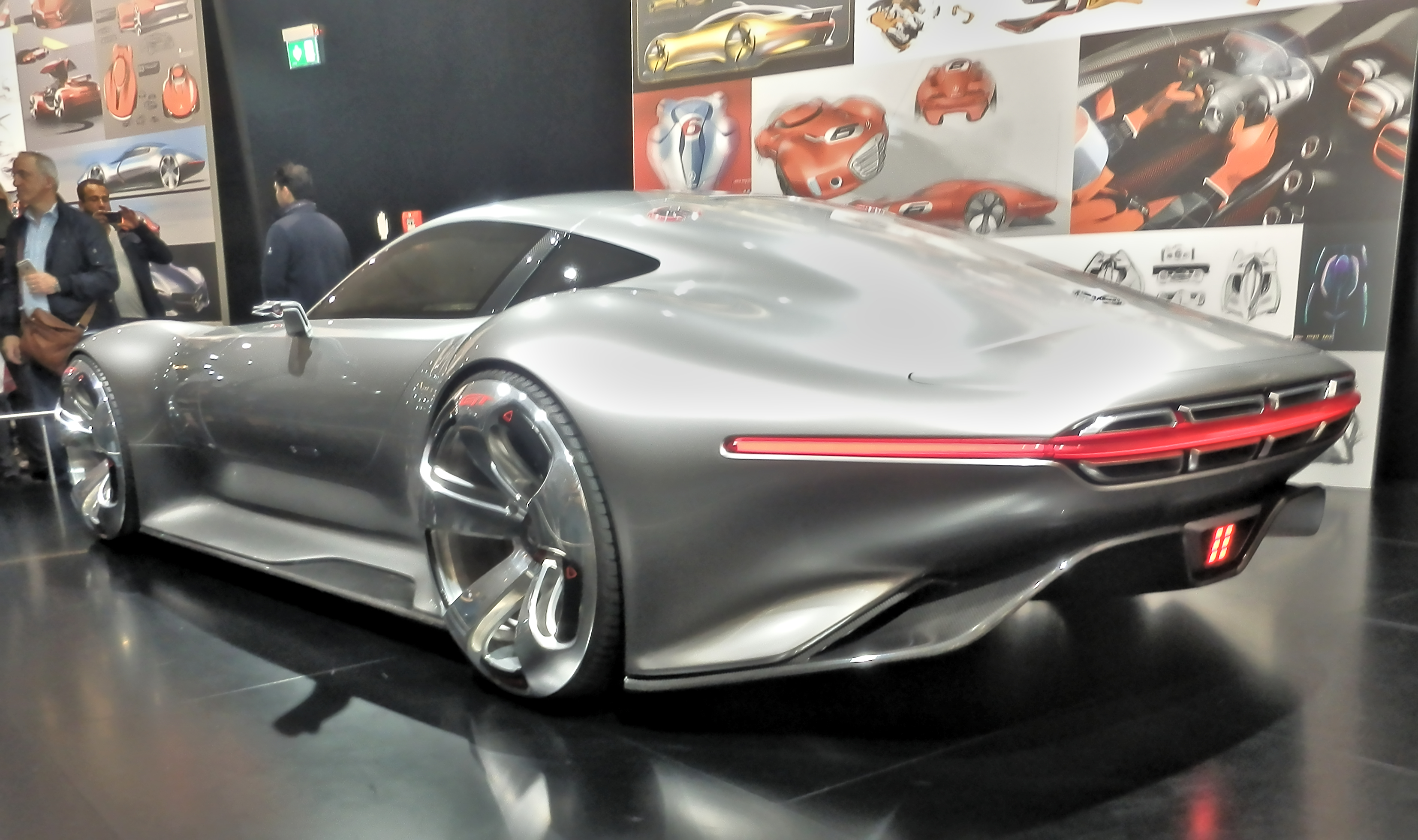
Rear

グランツーリスモと自動車メーカーのコラボレーション企画であるVision Gran Turismoの第1作品として、2013年11月15日にFacebook上に初めてティザーイメージが公開され、同17日に概要が公開された。19日には実寸大のモデルの公開が予定され、のちに2013年のロサンゼルスモーターショーにも出展された。
また、翌2014年1月28日にはレーシングモデルとして『メルセデス・ベンツ・AMG ビジョン グランツーリスモ レーシングシリーズ』が登場している。

## デザインとスペック
デザイン全体は「狩りをするネコ科の大型動物」をイメージしたという。デザイン上の特徴となる点では、300SLからインスピレーションを得たロングノーズ・ショートデッキスタイルのボディを備え、ドアにはガルウィングドアを採用している。ボディにアルミやカーボンを多用して1,358kgという車体総重量を実現した。フロントグリルにはLEDが埋め込まれており、全体もしくは一部を発光させることが出来る。サイドミラーはCCDカメラ式を採用。リアウイングは可動式である。
また搭載されるエンジンはAMG製の5.5LV型8気筒ツインターボエンジンを搭載する。このユニットは585PS・81.6kgmのトルクを発生させ、軽量なボディと組み合わせてパワーウェイトレシオは2.4kg/PSを実現している。駆動方式はFR。ミッションは7速デュアルクラッチトランスミッション。サスペンションは前後ともダブルウィッシュボーン式。リアタイアへのトラクションを調節するための電子ディファレンシャルロック機構を備えている。
マフラーは8本のテールパイプで構成され、リアブレーキランプに統合されている。エンジン音はデザインチームによって「調律」がなされており、公式メイキング映像などでその様子を確認できる。

## レーシングシリーズ
2014年1月28日に発表されたAMG Vision Gran Turismoのレーシングモデル。レースへの参戦を想定してオリジナルバージョンの仕様を変更したモデルである。
同モデルではオリジナルバージョンの可動式リアウイングを固定式のものに変更し、CCDカメラ式のドアミラーをコンベンショナルなミラーへ変更した。またリアブレーキランプは点灯時にグランツーリスモのロゴマークが見えるように変更された。エンジンはチューニングによって600馬力までパワーアップされた。7速デュアルクラッチトランスミッションはドグリンクを用いたシーケンシャルミッションへと換装され、伝達効率を高めている。ボディは1,300kgまで軽量化され、車高を下げて低重心化を図った。

## レプリカモデル
自動車、ヨット、ジェット機など米国で富裕層向けの商品を販売しているJames Editionが、AMG Vision Gran Turismoのレプリカモデルを5台限定で販売すると発表した。2014年型のメルセデス・ベンツ・SLS AMG GTをベースに、カーボン製のボディパネルを架装してクローム塗装を施し、鍛造ホイールや格納式のリアウイング、カスタムエキゾーストシステムなどを装備したモデルである。インテリアは顧客のオーダーに沿った仕様となる。
価格は1台150万ドル（約1億5000万円）で、発表段階ですでに1台は契約済みであった。残りの4台のうち2台は米国で、2台は欧州ないしは中東で販売する予定とされていた。James Editionの該当サイトで関連ページが存在しないことから、完売したとみられる。

## コラボレーション
2017年に公開された映画ジャスティス・リーグの劇中にAMG Vision Gran Turismoが登場する。主人公ブルース・ウェインが日常で使用する乗用車として登場し、今回の映画撮影のためにインテリアが新しく制作された。なおウェインを演じるベン・アフレックの体格に合わせて、劇中のAMG Vision Gran Turismoは車体がオリジナルより10％ほど拡大された。